# Бачинський Володимир
Володимир Бачи́нський (англ. Wolodymyr Bachynsky; нар. 1936, Галичина) — американський живописець та сценограф українського походження; член «Товариства молодих українських митців в Америці».

## Життєпис
Народився у 1936 році на Галичині. Перебував у таборах для переміщених осіб в Німеччині. З 1947 року мешкає у Сполучених Штатах Америки. Вивчав малярство в Інституті Пратта, який закінчив 1958 року; навчався у Національній академії рисунка, яку закінчив з відзнакою та зі стипендією для поглиблення знань у Римській академії мистецтв.

## Творчість
Працює у галузях станкового і монументального живопису (розписував церкви). Автор портретів, композицій на теми життя американських індіанців (цикл із майже 60 картин), творів релігійної тематики, театральних костюмів і сценічних декорацій. Писав реалістичні полотна, пізніше перейшов до сюрреалізму. Серед станкових робіт:
- «Після молитви»;
- «Вид із союзівки»;
- «Опущені будинки»;
- «Маляр на даху»;
- «Сон про надземну»;
- «Юр горить»;
- «Портрет жінки»;
- «Арґіс»;
- «Акт»;
- «Натурниця»;
- «Чар весни»;
- «Борис»;
- «Портрет Мирослави Драган»;
- «Іде додому»;
- «Метаморфоза»;
- «Спека»;
- «Місячна соната»;
- «Купальниці»;
- «Обрядовий танок»;
- «У неприязнім краю»;
- «Західне узбережжя»;
- «Христос на Оливній горі»;
- «Іконостас»;
- «Ікар».

У 1986—1989 роках виконав стінописи в приватній каплиці українського греко-католицького митрополита у США Костянтина Богачевського у Філадельфії.
Автор моделей костюмів для п'єси «Медея» («Театри в п'ятницю») і балетів «Попелюшка», «Пер Ґюнт» («Балет Роми Прийми»; усі — у Нью-Йорку).
Брав участь у групових виставках у США: у 1960 році у Детройті; у 1964, 1968, 1972, 1974 роках у Нью-Йорку. Провів персональні виставки у Нью-Йорку у 1961 і 1973 роках.